# Yuji, Shandong
Yuji (kinesiska: 于集乡, 于集) är en socken i Kina. Den ligger i provinsen Shandong, i den östra delen av landet, omkring 88 kilometer nordväst om provinshuvudstaden Jinan. Antalet invånare är 21 670. Befolkningen består av 10 735 kvinnor och 10 935 män. Barn under 15 år utgör 17,0 %, vuxna 15-64 år 74 %, och äldre över 65 år 8,0 %.
Genomsnittlig årsnederbörd är 770 millimeter. Den regnigaste månaden är juli, med i genomsnitt 304 mm nederbörd, och den torraste är januari, med 5 mm nederbörd.